# Pol Lannoo
Pol Lannoo (né le 20 décembre 1952 à Aalter,) est un coureur cycliste belge, principalement actif dans les années 1970.

## Biographie
En 1971, Pol Lannoo termine deuxième du championnat de Belgique sur route juniors (moins de 19 ans). Deux ans plus tard, il remporte le Trophée Het Volk amateurs ainsi que l'épreuve Bruxelles-Opwijk. Il devient par ailleurs vice-champion de Belgique chez les amateurs. 
Il passe professionnel en septembre 1973 au sein de l'équipe Watney-Maes Pils. Rapidement, il montre ses qualités de rouleur en remportant deux étapes du Grand Prix de Fourmies, dont un contre-la-montre. Il s'impose ensuite sur l'épreuve chronométrée du Tour d'Indre-et-Loire en 1974. La même année, il finit troisième du prestigieux Grand Prix des Nations. 
En 1976, il intègre la formation néerlandaise Frisol-Gazelle. Actif dans des kermesses belges, il obtient une victoire à Ichtegemet diverses places d'honneur. Il se classe également troisième d'une étape du Tour de Suisse . À l'issue de cette saison, il met un terme à sa carrière cycliste. 

## Palmarès

### Palmarès amateur
- 1971
  - 3e du championnat de Belgique sur route juniors
- 1972
  - Tour de la Province de Luwembourg :
    - Classement général
    - 1re et 5ea (contre-la-montre) étapes
- 1973
  - Bruxelles-Opwijk
  - 2e du championnat de Belgique sur route amateurs

### Palmarès professionnel
- 1973
  - 2ea et 2eb (contre-la-montre) étapes du Grand Prix de Fourmies
  - 2e du Circuit du Houtland
- 1974
  - 2eb étape du Tour d'Indre-et-Loire (contre-la-montre)
  - 3e du Circuit Mandel-Lys-Escaut
  - 3e du Grand Prix Betekom
  - 3e du Grand Prix des Nations
  - 5e des Quatre Jours de Dunkerque

## Résultats sur les grands tours

### Tour d'Espagne
1 participation
- 1976 : abandon (4e étape)